# Lagopus muta atkhensis
Lagopus muta atkhensis es una subespecie del Lagopus muta, especie de la familia Tetraonidae en el orden de los Galliformes. En esta subespecie se integran las subespecies obsoletas L. m sanfordi y L. m. chamberlaini.

## Distribución geográfica
Se encuentra en la isla Atka, Isla Tanaga y Isla Adak (Islas Aleutianas).